# Torneo Centroamericano 1975
El Torneo Centroamericano 1975 fue la octava edición del Torneo Centroamericano de la Concacaf, torneo de fútbol a nivel de clubes de Centroamérica y que contó con la participación de 8 equipos de la región. El ganador estaría en la fase final de la Copa de Campeones de la Concacaf 1975.
El Deportivo Saprissa de Costa Rica fue el campeón tras vencer en la final por penales al CSD Municipal de Guatemala.

## Equipos participantes
En cursiva los equipos debutantes en el torneo.
| País                  | Equipo                                            |
| --------------------- | ------------------------------------------------- |
| Costa Rica · 2 cupos  | Deportivo Saprissa CS Herediano                   |
| Guatemala · 2 cupos   | CSD Municipal Aurora FC                           |
| Honduras 2 cupos      | CD España CD Motagua                              |
| El Salvador · 2 cupos | CD Negocios Internacionales CD Platense Municipal |

## Cuadro de desarrollo
|  | Cuartos de final         | Cuartos de final       | Cuartos de final       |       |                | Semifinales                        | Semifinales                        | Semifinales                        |  |  | Final                        | Final                        | Final                        |
|  | 4 de mayo - 9 de julio   | 4 de mayo - 9 de julio | 4 de mayo - 9 de julio |       |                | 4 de septiembre - 17 de septiembre | 4 de septiembre - 17 de septiembre | 4 de septiembre - 17 de septiembre |  |  | 5 de octubre - 12 de octubre | 5 de octubre - 12 de octubre | 5 de octubre - 12 de octubre |
|  |                          |                        |                        |       |                |                                    |                                    |                                    |  |  |                              |                              |                              |
|  | Herediano                | 1                      | 2                      |       |                |                                    |                                    |                                    |  |  |                              |                              |                              |
|  | Motagua                  | 2                      | 0                      |       |                |                                    |                                    |                                    |  |  |                              |                              |                              |
|  | Motagua                  | 2                      | 0                      |       | Herediano      | 0                                  | 2                                  |                                    |  |  |                              |                              |                              |
|  |                          |                        |                        |       | Herediano      | 0                                  | 2                                  |                                    |  |  |                              |                              |                              |
|  |                          | Saprissa               | 2                      | 1     |                |                                    |                                    |                                    |  |  |                              |                              |                              |
|  | España                   | Saprissa               | 2                      | 1     | 1              | 2                                  |                                    |                                    |  |  |                              |                              |                              |
|  | España                   |                        |                        |       | 1              | 2                                  |                                    |                                    |  |  |                              |                              |                              |
|  | Saprissa                 | 4                      | 0                      |       |                |                                    |                                    |                                    |  |  |                              |                              |                              |
|  |                          |                        |                        |       |                |                                    |                                    |                                    |  |  | Saprissa (p.)                | 2                            | 0 (6)                        |
|  |                          |                        | Municipal              | 2     | 0 (5)          |                                    |                                    |                                    |  |  |                              |                              |                              |
|  | Municipal (pró.)         | 0                      | 2                      |       |                |                                    |                                    |                                    |  |  |                              |                              |                              |
|  | Negocios Internacionales | 0                      | 1                      |       |                |                                    |                                    |                                    |  |  |                              |                              |                              |
|  | Negocios Internacionales | 0                      | 1                      |       | Municipal (p.) | 2                                  | 0 (4)                              |                                    |  |  |                              |                              |                              |
|  |                          |                        |                        |       | Municipal (p.) | 2                                  | 0 (4)                              |                                    |  |  |                              |                              |                              |
|  |                          | Aurora                 | 1                      | 1 (2) |                |                                    |                                    |                                    |  |  |                              |                              |                              |
|  | Platense Municipal       | Aurora                 | 1                      | 1 (2) | 4              | 0                                  |                                    |                                    |  |  |                              |                              |                              |
|  | Platense Municipal       |                        |                        |       | 4              | 0                                  |                                    |                                    |  |  |                              |                              |                              |
|  | Aurora (v.)              | 3                      | 1                      |       |                |                                    |                                    |                                    |  |  |                              |                              |                              |

## Cuartos de final

### Herediano - Motagua
| 4 de mayo de 1975 | Motagua                    | 2:1 (1:0) | Herediano    | Estadio Nacional, Tegucigalpa |                               |
|                   | Bernárdez 4' · Caetano 59' |           | Wanchope 69' | Árbitro(s): Carlos Luis Monge | Árbitro(s): Carlos Luis Monge |

| 15 de mayo de 1975 | Herediano                 | 2:0 (1:0) (Global 3:2) | Motagua | Estadio Eladio Rosabal Cordero, Heredia                    |                                                            |
|                    | Montero 33' · Camacho 75' |                        |         | Asistencia: 3 942 espectadores Árbitro(s): Cecilio Midence | Asistencia: 3 942 espectadores Árbitro(s): Cecilio Midence |

### Saprissa - España
| 8 de junio de 1975 | Saprissa                                            | 4:1 (2:1) | España    | Estadio Ricardo Saprissa, San José                       |                                                          |
|                    | Paniagua 21' (pen.) 60' · Jacques 35' · Santana 90' |           | Pavón 23' | Asistencia: 8 067 espectadores Árbitro(s): Rolando Mirón | Asistencia: 8 067 espectadores Árbitro(s): Rolando Mirón |

| 15 de junio de 1975 | España                 | 2:0 (2:0) (Global 3:4) | Saprissa | Estadio Francisco Morazán, San Pedro Sula |                                  |
|                     | Ramírez 8' · Mejía 28' |                        |          | Árbitro(s): Rómulo Méndez Molina          | Árbitro(s): Rómulo Méndez Molina |

### Municipal - Negocios Internacionales
| 29 de junio de 1975 | Negocios Internacionales | 0:0 | Municipal | Estadio Flor Blanca, San Salvador |  |

| 6 de julio de 1975 | Municipal | 2:1 (t. s.)(Global 2:1) | Negocios Internacionales | Estadio Mateo Flores, Ciudad de Guatemala |  |
|                    | Anderson  |                         | Desconocido              |                                           |  |

### Aurora - Platense Municipal
| 6 de julio de 1975 | Platense Municipal         | 4:3 | Aurora        | Estadio Flor Blanca, San Salvador |  |
|                    | Condomi · Guerrero · Payés |     | Desconocido/s |                                   |  |

| 9 de julio de 1975 | Aurora | 1:0 (Global 4:4 (v.)) | Platense Municipal | Estadio del Ejército, Ciudad de Guatemala |  |

## Semifinales

### Saprissa - Herediano
| 31 de agosto de 1975 | Herediano | 0:2 (0:1) | Saprissa        | Estadio Eladio Rosabal Cordero, Heredia                 |                                                         |
|                      |           |           | Jacques 11' 88' | Asistencia: 3 594 espectadores Árbitro(s): Miguel Lépiz | Asistencia: 3 594 espectadores Árbitro(s): Miguel Lépiz |

| 10 de septiembre de 1975 | Saprissa    | 1:2 (0:0) (Global 3:2) | Herediano                  | Estadio Ricardo Saprissa, San José                            |                                                               |
|                          | Jiménez 59' |                        | Alvarado 56' · Camacho 71' | Asistencia: 2 984 espectadores Árbitro(s): Luis Alberto Rojas | Asistencia: 2 984 espectadores Árbitro(s): Luis Alberto Rojas |

### Municipal - Aurora
| 14 de septiembre de 1975 | Municipal | 2:1 | Aurora      | Estadio Mateo Flores, Ciudad de Guatemala |  |
|                          | Carías    |     | Desconocido |                                           |  |

| 17 de septiembre de 1975 | Aurora | 1:0 (2:4 p.)(Global 2:2) | Municipal | Estadio Mateo Flores, Ciudad de Guatemala |  |

## Final

### Ida
| 5 de octubre de 1975 | Saprissa                 | 2:2 (2:1) | Municipal                 | Estadio Nacional, San José  |                             |
|                      | Jacques 37' · Solano 40' |           | McNish 32' · Anderson 58' | Árbitro(s): José Luis Rogel | Árbitro(s): José Luis Rogel |

|            | POR        | Gerardo Alvarado    |  |
|            | DEF        | Fernando Solano     |  |
|            | DEF        | Guillermo Hernández |  |
|            | DEF        | Bolívar Quirós      |  |
|            | DEF        | Francisco Jiménez   |  |
|            | MED        | Fernando Hernández  |  |
|            | MED        | Hernán Morales      |  |
|            | DEL        | Edgar Marín         |  |
|            | DEL        | Francisco Hernández |  |
|            | DEL        | Odir Jacques        |  |
|            | DEL        | Gerardo Solano      |  |
| Entrenador | Entrenador | Marvin Rodríguez    |  |

|            | POR        | Antonio Galán         |       |
|            | DEF        | Leonardo McNish       |       |
|            | DEF        | Lijón de León         |       |
|            | DEF        | Carlos Monterroso     |       |
|            | DEF        | Alberto López Oliva   |       |
|            | MED        | Benjamín Monterroso   |       |
|            | MED        | José Argueta          | 46'   |
|            | DEL        | Julio César Anderson  |       |
|            | DEL        | Víctor Carranza       | Salió |
|            | DEL        | José Emilio Mitrovich |       |
|            | DEL        | Felipe Carías         |       |
| Entrenador | Entrenador | Rubén Amorín          |       |

|  | DEL | Juan Rozzoto        | Entró |
|  | MED | José Luis Bobadilla | 46'   |

| Anotado | 37' | Odir Jacques   | 1:1 |
| Anotado | 40' | Gerardo Solano | 2:1 |

| Anotado | 32' | Leonardo McNish      | 1:0 |
| Anotado | 58' | Julio César Anderson | 2:2 |

| Árbitro             | José Luis Rogel    |
| Árbitros asistentes | Alfonso Segura     |
|                     | Luis Alberto Rojas |

|            | POR        | Gerardo Alvarado    |  |
|            | DEF        | Fernando Solano     |  |
|            | DEF        | Guillermo Hernández |  |
|            | DEF        | Bolívar Quirós      |  |
|            | DEF        | Francisco Jiménez   |  |
|            | MED        | Fernando Hernández  |  |
|            | MED        | Hernán Morales      |  |
|            | DEL        | Edgar Marín         |  |
|            | DEL        | Francisco Hernández |  |
|            | DEL        | Odir Jacques        |  |
|            | DEL        | Gerardo Solano      |  |
| Entrenador | Entrenador | Marvin Rodríguez    |  |

|            | POR        | Antonio Galán         |       |
|            | DEF        | Leonardo McNish       |       |
|            | DEF        | Lijón de León         |       |
|            | DEF        | Carlos Monterroso     |       |
|            | DEF        | Alberto López Oliva   |       |
|            | MED        | Benjamín Monterroso   |       |
|            | MED        | José Argueta          | 46'   |
|            | DEL        | Julio César Anderson  |       |
|            | DEL        | Víctor Carranza       | Salió |
|            | DEL        | José Emilio Mitrovich |       |
|            | DEL        | Felipe Carías         |       |
| Entrenador | Entrenador | Rubén Amorín          |       |

|  | DEL | Juan Rozzoto        | Entró |
|  | MED | José Luis Bobadilla | 46'   |

| Anotado | 37' | Odir Jacques   | 1:1 |
| Anotado | 40' | Gerardo Solano | 2:1 |

| Anotado | 32' | Leonardo McNish      | 1:0 |
| Anotado | 58' | Julio César Anderson | 2:2 |

| Árbitro             | José Luis Rogel    |
| Árbitros asistentes | Alfonso Segura     |
|                     | Luis Alberto Rojas |

### Vuelta
| 12 de octubre de 1975 | Municipal                                                                 | 0:0 (5:6 p.)(Global 2:2)   | Saprissa                                                                 | Estadio Mateo Flores, Ciudad de Guatemala                      |  |
|                       |                                                                           |                            |                                                                          | Asistencia: 35 000 espectadores Árbitro(s): Desiderio Avendaño |  |
|                       |                                                                           | Tiros desde el punto penal |                                                                          |                                                                |  |
|                       | - Mitrovich - López - McNish - Monterroso - Rozzoto - Anderson - Carranza |                            | - Hernández - Jacques - Solano - Jiménez - Morales - Alvarado - González |                                                                |  |

|            | POR        | Antonio Galán         |       |
|            | DEF        | Leonardo McNish       |       |
|            | DEF        | Lijón de León         |       |
|            | DEF        | Carlos Monterroso     |       |
|            | DEF        | Alberto López Oliva   |       |
|            | MED        | José Luis Bobadilla   | Salió |
|            | MED        | Víctor Carranza       |       |
|            | MED        | Julio César Anderson  |       |
|            | DEL        | Felipe Carías         |       |
|            | DEL        | José Emilio Mitrovich |       |
|            | DEL        | Benjamín Monterroso   |       |
| Entrenador | Entrenador | Rubén Amorín          |       |

|            | POR        | Gerardo Alvarado    |      |
|            | DEF        | Javier Masís        |      |
|            | DEF        | Guillermo Hernández |      |
|            | DEF        | Francisco Jiménez   |      |
|            | DEF        | Bolívar Quirós      |      |
|            | MED        | Carlos Santana      | 106' |
|            | MED        | Luis Diego González |      |
|            | MED        | Hernán Morales      |      |
|            | DEL        | Edgar Marín         | 75'  |
|            | DEL        | Francisco Hernández |      |
|            | DEL        | Gerardo Solano      |      |
| Entrenador | Entrenador | Marvin Rodríguez    |      |

|  | MED | Juan Rozzoto | Entró |

|  | DEL | Odir Jacques | 75'  |
|  | MED | Cruz         | 106' |

|                       |                           | 0:1 | Acierto de penal         | Francisco Hernández |
| José Emilio Mitrovich | Fallo de penal (atajado)  | 1:0 |                          |                     |
|                       |                           | 1:0 | Fallo de penal (atajado) | Odir Jacques        |
| Alberto López Oliva   | Acierto de penal          | 1:1 |                          |                     |
|                       |                           | 1:2 | Acierto de penal         | Gerardo Solano      |
| Leonardo McNish       | Acierto de penal          | 2:2 |                          |                     |
|                       |                           | 2:3 | Acierto de penal         | Francisco Jiménez   |
| Benjamín Monterroso   | Acierto de penal          | 3:3 |                          |                     |
|                       |                           | 3:4 | Acierto de penal         | Hernán Morales      |
| Juan Rozzoto          | Acierto de penal          | 4:4 |                          |                     |
|                       |                           | 4:5 | Acierto de penal         | Gerardo Alvarado    |
| Julio César Anderson  | Acierto de penal          | 5:5 |                          |                     |
|                       |                           | 5:6 | Acierto de penal         | Luis Diego González |
| Víctor Carranza       | Fallo de penal (desviado) | 5:6 |                          |                     |

| Árbitro             | Desiderio Avendaño |
| Árbitros asistentes | Rolando Mirón      |
|                     | Rómulo Méndez      |

|            | POR        | Antonio Galán         |       |
|            | DEF        | Leonardo McNish       |       |
|            | DEF        | Lijón de León         |       |
|            | DEF        | Carlos Monterroso     |       |
|            | DEF        | Alberto López Oliva   |       |
|            | MED        | José Luis Bobadilla   | Salió |
|            | MED        | Víctor Carranza       |       |
|            | MED        | Julio César Anderson  |       |
|            | DEL        | Felipe Carías         |       |
|            | DEL        | José Emilio Mitrovich |       |
|            | DEL        | Benjamín Monterroso   |       |
| Entrenador | Entrenador | Rubén Amorín          |       |

|            | POR        | Gerardo Alvarado    |      |
|            | DEF        | Javier Masís        |      |
|            | DEF        | Guillermo Hernández |      |
|            | DEF        | Francisco Jiménez   |      |
|            | DEF        | Bolívar Quirós      |      |
|            | MED        | Carlos Santana      | 106' |
|            | MED        | Luis Diego González |      |
|            | MED        | Hernán Morales      |      |
|            | DEL        | Edgar Marín         | 75'  |
|            | DEL        | Francisco Hernández |      |
|            | DEL        | Gerardo Solano      |      |
| Entrenador | Entrenador | Marvin Rodríguez    |      |

|  | MED | Juan Rozzoto | Entró |

|  | DEL | Odir Jacques | 75'  |
|  | MED | Cruz         | 106' |

|                       |                           | 0:1 | Acierto de penal         | Francisco Hernández |
| José Emilio Mitrovich | Fallo de penal (atajado)  | 1:0 |                          |                     |
|                       |                           | 1:0 | Fallo de penal (atajado) | Odir Jacques        |
| Alberto López Oliva   | Acierto de penal          | 1:1 |                          |                     |
|                       |                           | 1:2 | Acierto de penal         | Gerardo Solano      |
| Leonardo McNish       | Acierto de penal          | 2:2 |                          |                     |
|                       |                           | 2:3 | Acierto de penal         | Francisco Jiménez   |
| Benjamín Monterroso   | Acierto de penal          | 3:3 |                          |                     |
|                       |                           | 3:4 | Acierto de penal         | Hernán Morales      |
| Juan Rozzoto          | Acierto de penal          | 4:4 |                          |                     |
|                       |                           | 4:5 | Acierto de penal         | Gerardo Alvarado    |
| Julio César Anderson  | Acierto de penal          | 5:5 |                          |                     |
|                       |                           | 5:6 | Acierto de penal         | Luis Diego González |
| Víctor Carranza       | Fallo de penal (desviado) | 5:6 |                          |                     |

| Árbitro             | Desiderio Avendaño |
| Árbitros asistentes | Rolando Mirón      |
|                     | Rómulo Méndez      |

## Campeón
Saprissa
Campeón
4° título